# 彭道传
彭道传（法語：Henri-Marie-Ernest-Désiré Pinault，即亨利-马里-埃内斯特-德西雷·皮诺；1904年9月7日—1987年2月24日）天主教成都教区主教（1949年7月14日-1983年）。

## 早年
1904年9月7日，彭道传出生在法国西北部布列塔尼大区伊勒-维莱讷省，1905年，他的家迁居北滨海省的埃夫朗。1929年成为巴黎外方传教会神父。

## 在中国
1929年9月15日，彭道传神父来到中国成都传教。在成都逗留几个月后，他被派到巴州学习语言，取中文名字彭道传。1933年2月23日，中国共产党军队占领该城，基督徒被迫逃离。彭道传逃到重庆本笃会。

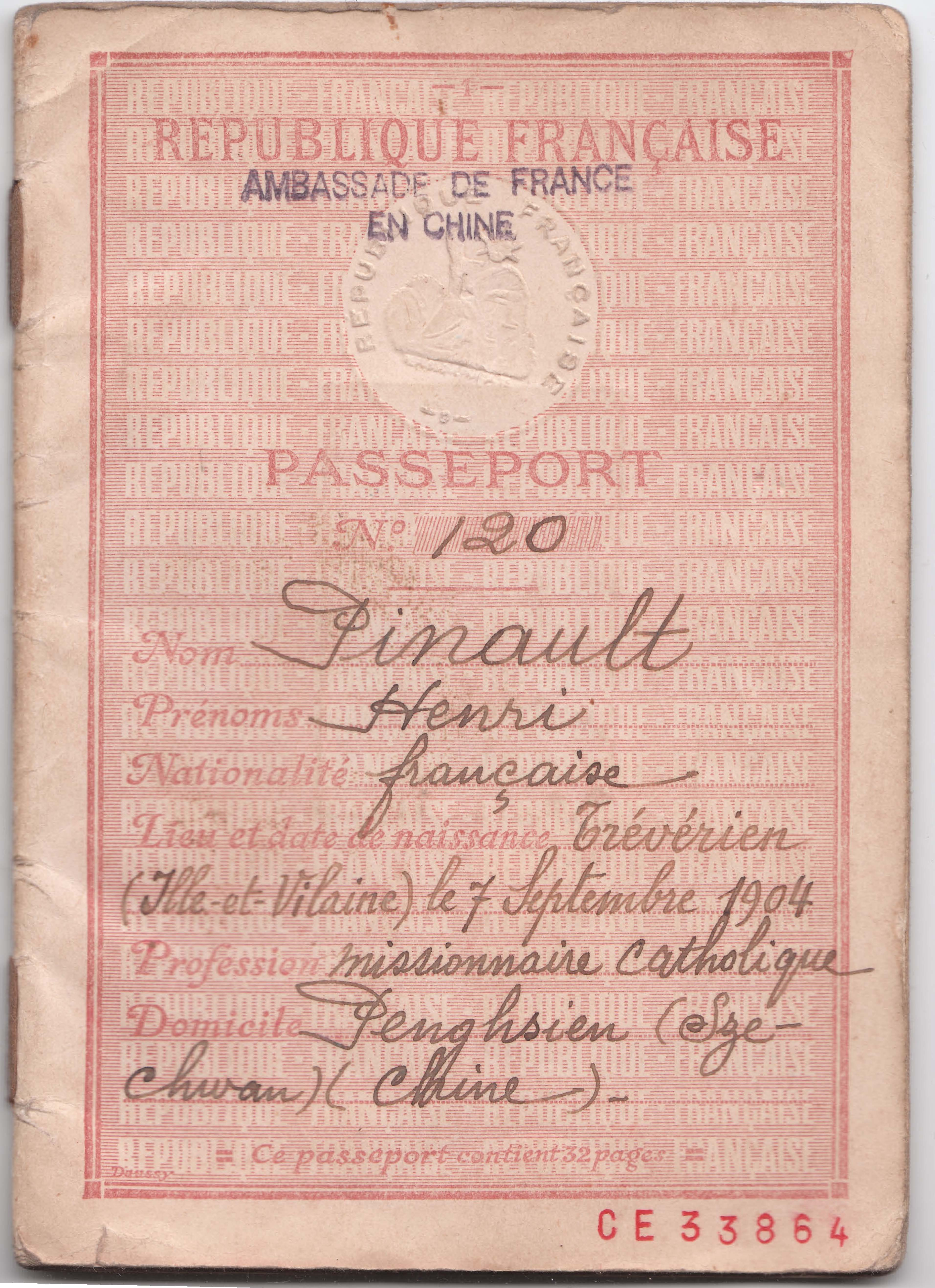
彭道传的护照

1949年7月14日，彭道传被任命为天主教成都教区主教，接替已故的骆书雅主教，同年9月21日祝圣。3个月后，1949年12月28日，成都市被共产党军队占领。为了保护他的同事，彭道传主教独自对所有教会财产进行负责，这一行动使他面临危险，因为共产党对宗教财产征收重税。1950年4月24日，成都市军管会公安处搜查平安桥主教府，没收违禁物资。1952年，当局裁定彭道传主教无法支付欠税，将其逮捕，进行了多次审讯。最后，彭道传主教被驱逐出中国，1952年3月29日离开成都，4月14日抵达香港。6月30日主教抵达马赛，不久回到家乡埃夫朗。彭道传离开中国后，保留了成都主教的称号，直到1983年。 

## 晚年
彭道传回到法国后，一度在北非担任法国空军的随军神父，1953年底返回法国。彭道传参加了1962年到1965年的梵蒂冈第二届大公会议。从罗马回来以后，他回到埃夫朗，在附近的本堂区服务。1983年，彭道传辞去成都主教职务，这一职位仍然空悬。1987年2月24日彭道传在Évran去世。